# ألاستير روس
ألاستير روس هو سياسي بريطاني، ولد في 4 مارس 1981 في بلفاست في المملكة المتحدة. نشط حزبياً في الحزب الديمقراطي الاتحادي. وقد انتخب عضو الجمعية التشريعية الثالثة لأيرلندا الشمالية ‏ عن دائرة East Antrim (Assembly constituency) ‏ وقد انضم خلال فترته النيابية ‏ (14 مايو 2007 – 24 مارس 2011) للكتلة البرلمانية الحزب الديمقراطي الاتحادي وفي انتخابات الجمعية التشريعية لأيرلندا الشمالية، 2011 ‏، انتخب عضو الجمعية التشريعية الرابعة لأيرلندا الشمالية ‏ عن دائرة East Antrim (Assembly constituency) ‏ وقد انضم خلال فترته النيابية ‏ (6 مايو 2011 – 24 مارس 2016) للكتلة البرلمانية الحزب الديمقراطي الاتحادي وفي 2016 Northern Ireland Assembly election ‏، انتخب Member of the 5th Northern Ireland Assembly ‏ عن دائرة East Antrim (Assembly constituency) ‏ وقد انضم خلال فترته النيابية ‏ (7 مايو 2016 – 26 يناير 2017) للكتلة البرلمانية الحزب الديمقراطي الاتحادي.